# Jan Keizer
Pour l’article homonyme, voir Keizer (homonymie).
Johannes Nicolaus Ignacius Keizer dit Jan Keizer, né le 6 octobre 1940 à Volendam et mort le 18 novembre 2024, est un arbitre néerlandais de football.
Il commence sa carrière d'arbitre en 1957, soit à l'âge de 17 ans. Il faudra attendre 1972 pour qu’il devienne arbitre international, jusqu'en 1986. Il cesse totalement d’exercer en 1989, après 32 ans de services.

## Carrière
Il a officié dans des compétitions majeures : 
- Coupe du monde de football des moins de 20 ans 1983 (2 matchs)
- Euro 1984 (1 match)
- JO 1984 (3 matchs dont la finale)
- Coupe du monde de football de 1986 (2 matchs)
- Coupe UEFA 1987-1988 (finale retour)